# Margilan
Margilan (Uzbek: Marg‘ilon / Марғилон; rus: Маргилан; àrab Marghinan, uzbek antic Marghelan) és una ciutat de l'Uzbekistan a la província de Fergana, a la riba d'un riu de nom Margelan Say. El 1999 tenia 143.600 habitants.
La llegenda europea diu que fou fundada per Alexandre el Gran quan en una parada va menjar pollastre (en persa murgh  مرغ) i pa (en persa nan نان) i d'això va venir el seu nom.

## Història
Al començament de l'època musulmana era una ciutat de modesta importància que junt amb Andijan era una de les principals ciutat del districte de Naysa Inferior a Fergana. Tenia mesquita i mercat i sota els samànides s'hi va encunyar moneda. Sota els karakhànides pertanyia a la branca oriental que també hi va emetre moneda sota Mahmud Toghril Kara Khan (1059-1075) i el seu fill Umar Toghril Tigin (1075). Després van venir els kara khitay.
Fou possessió del mongols i va quedar a l'ulus de Txagatai. A un mapa xinès del segle xiv figura sota el nom de Ma-rh-i-nang. S'esmenta sota els timúrides i els uzbeks. Baber la descriu a la Baber-nama i diu que destacava per la seva fruita, especialment una varietat de magranes. Els habitants al segle xvi eren sarts o sigui tadjiks sedentaris; els turcs uzbeks van substituir als sarts i van originar la forma Marghilan o Marghelan que va esdevenir Margelan  en rus.
Al segle xviii fou part del kanat de Kokand i abans de l'ocupació russa era un centre de la indústria tèxtil sobretot seda i cotó. El viatger americà Schuyler la descriu el 1873 i diu que no estava fortificada i que tenia uns 30.000 habitants. Quan el general Skóbelev va avançar per la regió fou ocupada sense resistència (8/20 de setembre de 1875). Una ciutat anomenada Nova Margelan es va fundar el 1877 com a capital de l'oblast de Fergana a la província de Turquestan, a uns 10 o 12 km al sud de la vella ciutat; el 1907 fou batejada com Skobelev, nom que va subsistir fins al 1924 quan va ser anomenada Fergana. Del gener del 1918 a finals de 1922 fou centre de resistència basmatxi. El 1975 la vella Margelan tenia 48.000 habitants però des de 1950 la nova ciutat ja havia superat els 50.000.

## Economia
A la factoria de seda Yodgorlik hi treballen més de 2000 obrers de manera tradicional produint només 250.000 m2 quadrats a l'any de seda, però de la millor qualitat. La Factoria de Seda Margilan, a la vora, amb 15.000 treballadors i amb maquinària moderna, produeix 22 milions de m2 per any.

## Llocs interessants
- Madrassa Said Akhmad Khodja, segle XIX
- Mesquita Toron, segle XIX
- Estàtua monumental d'època soviètica en honor de la ballarina uzbek Nurkhon assassinada als setze anys (avui eliminada per ser comunista).[1]